# Даница Коцевска
Даница Коцевска (Власотинце, 17. април 1966) наставник је разредне наставе, педагошки саветник и доктор наука методике разредне наставе.
Живи и ради у Новом Саду, удата је и мајка двојице одраслих синова.

## Образовање
- 12. септембар 2019. Одбрањена тема докторске дисертације Рецепција књижевног текста у разредној настави на Педагошком факултету у Врању -  доктор наука методике разредне наставе
- 1994—1998. Учитељски факултет у Врању, професор разредне наставе
- 1988—1988. Педагошка академија у Врању, васпитач
- 1982—1986. Педагошка академија у Врању (2 године усмереног образовања и виша школа), наставник разредне наставе
- Основна и средња школа (2 године усмереног образовања) у Власотинцу
- Испит за лиценцу положен новембра 1990. године на ПА „Иво Андрић” у Врању
- Испит за рад у државним органима положен у МПНТР 2004. године

## Радно искуство
| Од    | До    | Институција/организација/пројекат                       | Радно место/област ангажовања |
| ----- | ----- | ------------------------------------------------------- | --- |
| 2008. | данас | ОШ „Михајло Пупин” Ветерник, Нови Сад                   | Наставник разредне наставе, помоћник директора (2009—2013), координаторка Стручног тима за инклузивно образовање од 2010. до данас |
| 2005. | 2008. | ОШ „Јован Јовановић Змај” Врање                         | Наставник разредне наставе |
| 2004. | 2005. | Министарство просвете и спорта, Школска управа Лесковац | Саветник за разредну наставу |
| 2001. | 2004. | ОШ „1. мај” Вртогош                                     | Директорка школе |
| 1995. | 2001. | ОШ „1. мај” Вртогош                                     | Наставник разредне наставе |
| 1992. | 1993. | Омладинска задруга „Обеликс” Лесковац                   | Директорка |
| 1987. | 1988. | ОШ „Синиша Јанић” Власотинце                            | Наставник разредне настве у комбинованом одељењу                                                                                   |

### Објављени научни и стручни радови
- Коцевска, Д. Коцевски, Ј. Пелемиш, Д. Ђокић, Љ и Петровић, Ј. (2023) Значај учења, рефлексије праксе и сарадња вртића и школа за транзиционе процесе између два нивоа образовања; Збирка акционих истраживања ТЦ «КОЦЕВСКИ» Нови Сад
- Коцевска Д. и Ковачевић В. (2021) Књижевно дело и корелација у настави у основној школи; Часопис: Reflexia, 1  (1):  37-46. 2787-2505 ▪ UDK: 37
- Коцевска, Д. (2018), Методичке радње и методички концепт – корак ближе рецепцији књижевног текста у млађим разредима основне школе; Учење и настава (IV) број 1; Београд; стр. 89-98, стручни чланак;  KLETT Друштво за развој образовања (М54)[1]
- Коцевска, Д, Коцевски,Ј. Балаћ,С. и Балаћ, Б. (2018): Рељеф и оријентација у простору, истраживачка настава Зборник: Час за углед 4; ЕДУКА, Београд
- Коцевска, Д. Коцевски, Ј. и Петровић, Ј. (2017), Дете – ученик између вртића и школе; Зборник абстраката I Међународне научно – стручне конференције Иницијално образовање и стручно усавршавање васпитача – стања и перспективе; Висока школа струковних студија за васпитаче и пословне информатичаре – СИРМИЈУМ, Сремска Митровица; стр 110 – 113.[2]
- Коцевска, Д. и Милошевић, С. (2017); Кад порастем бићу научник; Пројектна настава – тематски дан: природа и друштво, српски језик, математика, физичко васпитање и музичка култура 4. разред; Зборник: Час за углед 3; ЕДУКА, Београд; стр. 197-201.
- Коцевска, Д. Милошевић, С. (2016); Путовање кроз Србију – тематски дан: природа и друштво, српски језик, математика, енглески језик, музичка култура; Зборник: Час за углед 2; ЕДУКА, Београд; стр. 215–219.
- Коцевска, Д. и Балаћ, Б. (2016); Прича о Раку Кројачу – примена ИКТ у настави; Зборник: Час за углед 2; ЕДУКА, Београд; стр. 111-118.
- Коцевска, Д. и Милошевић, С. (2016) Мотив књижевног дела за децу као кључни појам у тематском приступу реализације наставе, Учитељ (34), 1,  Београд, стр. 25-37, прегледни рад (М54)
- Ђурђевић, В. Коцевска, Д. Куртеш, Д. (2016) Овладавање вештинама читања и писања помоћу прилагођеног Буквара; Зборник резимеа Стручно-научног скупа са међународним учешћем Дани дефектолога Србије, Београд, 11/14.02.2016. страна 100;
- Коцевска, Д. (2016); Стручно усавршавање и фонд школске библиотеке као подршка наставницима у примени иновативних метода наставе у млађим разредима основне школе, Библиотека у настави – зборник радова срудената на докторским студијама УФ у Врању; приредила проф. др Александра Вранеш; Београд, стр. 65-81;  978-86-6371-011-5
- Коцевска, Д. (2016), Теоријски и методички приступ формама учтивог обраћања у настави српског језика; Учење и настава (II), стр.93-106., стручни чланак; Београд; KLETT Друштво за развој образовања (М54)[3]
- Коцевска, Д. (2015) Уважавање достигнутог нивоа развоја ученика и примена мотивационих стратегија у настави. Педагошка стварност,( LXI), 4, Нови Сад, стр. 633 -644, прегледни чланак (М51)[4]
- Коцевска, Д. (2015) Праћење напредовања ученика у инклузивном образовању¸ Зборник резимеа IV стручно-научног скупа са међународним учешћем „Актуелности у едукацији и рехабилитацији особа са сметњама у развоју“, Београд; стр.137;  978-86-89713-02-2; COBISS.SR-ID 218352140
- Коцевска, Д., Кртолица, В. (2015) Методички оквир подршке ученику у инклузивној настави српског језика; VI Међународна научна конференција „Инклузија у предшколској установи и основној школи“, 12.јун 2015. Сремска Митровица, стр. 45   978-86-7447-124-1; COBISS.SR-ID 215613964[5]
- Коцевска, Д. и Коцевски, Ј.(2014)  Могућност прилагођавања садржаја  наставе српског језика у инклузивном образовању; III стручно-научни скуп са међународним учешћем „Актуелности у едукацији и рехабилитацији особа са сметњама у развоју“; Ресурсни центар за специјалну едукацију Београд; РЦПР запослених у образовању Смедерево; 28.-30.11.2014.године, стр.138,   978-86-89713-01-5; COBISS.SR-ID 211316236
- Ђурђевић, В., Коцевска, Д., Куртеш, Д.,(2014) Буквар за ученике у инклузивном образовању, Зборник резимеа стручно-научног семинара са међународним учешћем -Дани дефектолога Србије , 2014, стр.51. 978-86-84765-46-0; COBISS.SR-ID 204115212
- Коцевска, Д. (2013) Искуства у примени дидактичког материјала и софтверског пакета у инклузивном образовању, Зборник резимеа II стручно-научног скупа са међународним учешћем „Актуелности у едукацији и рехабилитацији особа са сметњама у развоју“, 2013, Шабац; стр.125;  978-86-89713-00-8; COBISS.SR-ID 202022756[6]
- Коцевска, Д. (2013) Мотиви у књижевном делу за децу – од поетских слика до животних ставова; Тематски зборник Међународног научног скупа Књижевност за децу и њена улога у васпитању и образовању деце школског узраста; 2013;Учитељски факултет; Врање;стр.238-251;  978-86-6301-005-5; COBISS.SR-ID 199702540[7]
- Коцевска, Д. и Анђелковић, С., (2007) Методичко – дидактички аспекти помоћи ромској деци у процесу наставе/учења; Књига резимеа; Институт за педагошка истраживања и Факултет за специјалну едукацију и рехабилитацију; Београд; 2007. стр. 97;  978-86-7447-076-3
- Коцевска, Д. (2007) Ђак пешак- темељан почетак, добра будућност; Водич за унапређивање инклузивне образовне праксе; ФОС Србија, 2007.стр.139-141.  978-86-82303-02-2, COBISS.SR-ID 149411596[8]
- Коцевска, Д. (2007) Васпитно-образовна вредност школе у природи; Књига резимеа Међународне конференције Школа у природи; Врање; Учитељски факултет; 2007.; стр.50-51; УДК371.217.3;ISBNS 978-86-82695-39-4
- Коцевска, Д., (2001) Час интерпретације ауторске бајке – Месечев цвет, Гроздане Олујић у 4. разреду основне школе – проблемска настава; Зборник радова; Врање; Учитељски факултет; 2001
- Коцевска, Д. (1999) Стицање основних вештина читања и писања; Зборник радова УФ; Врање; Учитељски факултет, 1999,  стр.255-261

### Одобрени уџбеници код Министарства просвете, науке и технолошког развоја
- Коцевска Др Д., Коцевски Ј., Балаћ Б. и Балаћ С.; Природа и друштво; Уџбеник за 3. разред ОШ; ЕДУКА; Београд 2020.решење 650-02-00519/2019-07 од 6. 2. 2020.
- Коцевска Др Д., Коцевски Ј., Балаћ Б. и Балаћ С.; Радна свеска за природу и друштво за 3. разред ОШ; ЕДУКА; Београд 2020. решење 650-02-00519/2019-07 од 6. 2. 2020.
- Ђурђевић,В., Коцевска, Д., Куртеш, Д.; Мој српски језик 1; Буквар Алкаскрипт; Београд; 2014. решење бр. 650-02-620/2014-06 од 1. 4. 2015.
- Ђурђевић,В., Коцевска, Д., Куртеш, Д; Мој српски језик 1; Читанка и писана слова за први разред ОШ, Алкаскрипт; Београд; 2014. решење бр. 650-02-629/2014-06 од 1. 4. 2015.
- Близанац, В. Коцевска, Д.,Марковић, С. и Пантић, Н.; Мој српски језик 3; Читанка за трећи разред ОШ;  Алкаскрипт; Београд; 2014. 499/2015, од 14. 5. 2015.

### Објављене књиге – приручници
- Врањеш, Д. и Коцевска. Д. (2024) Примена ИКТ алата и вештачке интелигенције у настави – приручник; Нови Сад; ТЦ „КОЦЕВСКИ“,  978-86-80438-08-5; COBISS.SР-ID 153813001
- Коцевска, Д. и група аутора (2023.) Збирка акционих истраживања – транзициони процеси и сарадња вртића и школа; ТЦ „КОЦЕВСКИ“ уз финансијску подршку ЕРАЗМУС+
- Коцевск, Д. и Група аутора (2021) Изазови целоживотног учења у 21. веку – иновативни приступи  у стручном усавршавању; ТЦ „КОЦЕВСКИ“ уз финансијску подршку ЕРАЗМУС+
- Коцевска, Д. и Коцевски, Ј. (2016) Можеш и ово – приручник за почетно писање и почетне математичке појмове за предшколце; Нови Сад; ТЦ «КОЦЕВСКИ»
- Коцевска, Д., Кад се деси дете, Клуб младих уметника 54; Врање; 2009. 978-86-85031-06-9; COBISS.SR-ID 153551116
- Коцевска, Д. и група аутора;  Водич за унапређивање инклузивне праксе;ФОС Србија, 2007.  978-86-82303-02-2, COBISS.SR-ID 149411596[9]
- Коцевска, Д. и Коцевски, Ј., Образовање Рома – приручник за ученике и родитеље у оквиру пројекта „Едукација родитеља у циљу унапређења школовања росмке деце“ у програму Локалног плана акције за за децу општине Врање, мај 2008.
- Коцевска, Д., Да ли је то довољно законска регулатива која се односи на заштиту деце од насиља, 2003. у оквиру пројекта „Детињство без суза и страха“ UNCOR Канада

## Објављене збирке задатака
- Коцевска, Д. Музејске тајне 3; Збирка задатака за рад у музеју за ученике трећег  разреда ОШ; Тренинг центар КОЦЕВСКИ, Нови Сад 2015;  978-86-80438-01-6; COBISS.SR-300838407
- Коцевска, Д. Музејске тајне 4; Збирка задатака за рад у музеју за ученике трећег  разреда ОШ; Тренинг центар КОЦЕВСКИ Нови Сад 2015;  978-86-80438-02-3; COBISS.SR-ID 300838919

### Учешће на научним и стручним скуповима са излагањем
- Друга међународна конференција „Образовање – поглед у будућност”; СУРС, 23-24.11.2024. „Методичке радње ИКТ, ВИ у проучавању књижевног дела у млађим разредима основне школе
- Стручни скуп – трибина (2024/25) Унапређивање процеса планирања и програмирања наставе уз коришћење вештачке интелигенције и употребе ИКТ алата у образовном процесу Тренинг центар „КОЦЕВСКИ“
- Међународна конференција Унапређење рефлексивне праксе у вртићима и млађим разредима основне школе – стања и перспективе (2023) Нови Сад; у оквиру пројекта Развој компетенција рефлексивних практичара-ки за транзиционе процесе између вртића и школе; Уоквиру прјекта ЕРАЗМУС +, програм КА2, опште образовање.
- Међународна конференција „Изазови целоживотног учења у 21. веку” (2021) Акредитован стручни скуп у оквиру ЕРАЗМУС+ пројекта КА2 – образовање одраслих: Потребе наставника за целоживотним учењем у контексту образовања за 21. Век (2019 – 2021)
- конференција Секције музејских педагога Музејског друштва Србије;(2019) Музејски програми за децу: учење и/или забава; Ниш, 16. и 17. децембар.  Истраживачки задаци – подстицај за саморегулисано  учење у музеју[10]
- Aкредитовани стручни скуп – зимска школа; (2019) Тренинг центар КОЦЕВСКИ, Нови Сад, 11 – 14. јануар. Простор изван учионице као подстицај креирања нових садржаја функционалног  образовања и повезивање са ресурсима туризма, музеја и извиђаштва.[11]
- Сабор учитеља; (2019) Савез учитеља Републике Србије, Београд;  15-16. јун. Интердисциплинарни приступ настави;
- Међународни скуп: Музеј и едукација – сарадња музеја и образовних институција; (2017) Музејско друштво Србије, секција музејских педагога;  Питања сарадње музеја и школа из угла учитеља.
- Међународне научно – стручна конференција: Иницијално образовање и стручно усавршавање васпитача – стања и перспективе;(2017) Висока школа струковних студија за васпитаче и пословне информатичаре – СИРМИЈУМ, Сремска Митровица; Дете – ученик између вртића и школе;
- стручно-научни скуп са међународним учешћем Актуелности у едукацији и рехабилитацији особа са сметњама у развоју; Ресурсни центар за специјалну едукацију Београд; 24-25. октобар 2015. Београд; Праћење напредовања ученика у инклузивном образовању
- Сабор учитеља, Смотра стваралаштва учитеља у образовно – васпитном процесу; 13/14.јун 2015. Београд; Тематски дан – У свету стакла
- Међународна научна конференција Инклузија у предшколској установи и основној школи, 12.јун 2015. Сремска Митровица; Методички оквир подршке ученику у инклузивној настави српског језика
- стручно-научни скуп са међународним учешћем Актуелности у едукацији и рехабилитацији особа са сметњама у развоју; Ресурсни центар за специјалну едукацију Београд; РЦПР запослених у образовању Смедерево; 28 - 30.11.2014. Могућност прилагођавања садржаја  наставе српског језика у инклузивном образовању
- Стручно-научни семинар–Дани дефектолога Србије; Друштво дефектолога Србије и Факултет за специјалну едукацију и рехабилитацију; Златибор; 15-18.јануар 2014. Буквар за ученике у инклузивном образовању
- стручно-научни скуп са међународним учешћем Актуелности у едукацији и рехабилитацији особа са сметњама у развоју; Ресурсни центар за специјалну едукацију Београд; РЦПР запослених у образовању Шабац; 25-27.10.2013. Искуства у примени дидактичког материјала и софтверског пакета у инклузивном образовању
- Међународни научни скуп - Књижевност за децу и њена улога у васпитању и образовању деце школског узраста; Учитељски факултет; Врање; 23.новембар 2013. Мотиви у књижевном делу за децу – од поетских слика до животних ставова
- научни скуп –Педагошка истраживања и школска пракса; Међународна научна конференција Улога образовања у смањењу последица сиромаштва на децу у земљама у транзицији; Институт за педагошка истраживања и Факултет за специјалну едукацију и рехабилитацију; Београд; 15-16.новембар 2007. Методичко – дидактичкички аспекти помоћи ромској деци у процесу наставе/учења
- Међународна конференција Школа у природи; Врање; Учитељски факултет; 2007 Васпитно-образовна вредност школе у природи
- Округли сто: Програмски захтеви у прва три разреда ОШ и могућности њиховог остваривања; Учитељски факултет; Врање;  март, 1999 Стицање основних вештина читања и писања

## Остала ангажовања

### Рецензије
- Коцевска, Д. 2019. рецензија уџбеничког комплета за српски језик; Издавачка кућа ЕДУКА, Београд
- Коцевска, Д. рецензија књиге Мала позорница за основце, Смиљковић, др С., и Стојановић, С.; 2006. Врање, Учитељски факултет;  86-82695-27-8
- Коцевска, Д. рецензија књиге Корак по корак ка бољем писању, Смиљковић, др С., и Стојановић, С.; 2004. Врање, Учитељски факултет  86-82695-14-6

### Часови за он лине наставу за прогамМоја школа- тећи разред
- 2. октобар 2020. године

24. час – математика; Замена места и здруживање сабирака, утврђивање
24. час – српски језик; Употреба великог слова у писању имена народа, обрада 
5. час – музичка култура; Владимир Томерлин – Брзојав, музичка игра, обрада
- 9. октобар 2020. године

29. час – математика; Сабирање и одузимање, утврђивање
29. час – српски језик; Писање приче на основу слика, обрада
6. час – музичка култура; Певање/слушање песме по избору и креирање покрета, утврђивање 

### Предавач по позиву
- Универзитет у Београду; Географски факултет, Београд; март 2022. На тему: Инклузија у образовању предавање студентима основних и мастер студија хемије, биологије и педагодије, по позиву др Слађане Анђелковић, редовног професора
- Универзитет у Београду; Физички факултет, Београд; 14. децембар 2015. године на тему: ИНКЛУЗИЈА У ОБРАЗОВАЊУ – индивидуализација рада и оцењивање ученика; предавање студентима основних и мастер студија физике, математике, биологије и хемије; њих педесеторо; По позиву др Слађане Анђелковић, ванредног професора
- Семинар: Музеј у покрету – методички оквир учења у музеју; на позив Удружења музејских педагога Србије; реализована 28.11.2015. године; Теме:Планирање сарадње са образовним установама; Образовни аспекти рада у музеју; Припрема и израда материјала са ученицима ОШ; ИНКЛУЗИЈА У МУЗЕЈУ; Реализација манифестација школа – музеј.
- Семинар: Промоција антидискриминаторног понашања и праксе; Хелсиншки одбор за људска права у Србији; Београд , 3. и 4. децембар 2010. године; тема: Основи образовања деце и младих из установа социјалне заштите; по позиву Милене Јеротијевић.

### Пројекти у вези са образовањем
- Развој компетенција рефлексивних практичара/ки за транзиционе процесе између вртића и школе;  ЕУ преко Фондације Темпус; стратешка партнерства за опште образовање (КА2), у оквиру Општег позива за 2021 годину програма Еразмус+. Ауторка и координаторка пројекта; Носилац пројекта Тренинг центар КОЦЕВСКИ у сарадњи са: ДУ „Дечија радост“ Ириг, Македонско Монтесори удружење, Детска градина „Радост“ Елин Пелин Бугарска и Вртић Ормож – Ормож Словенија, за период 2021 – 2023.
- Пројекат „Дигитализација школа“; УНИЦЕФ и ЗУОВ – Позиција Ментор/координатор ментора за дигитално и комбиновано учење

Пројекат: Унапређивање дигитализације у образовању у Србији , 2022. године
- Потребе наставника за целоживотним учењем у контексту образовања за 21. век; ЕУ преко Фондације Темпус; стратешка партнерства за образовање одраслих (КА204), у оквиру Општег позива за 2019 годину (EAC/A03/2018) програма Еразмус+, конкурсни рок 26.03.2019. Ауторка и координаторка пројекта; Носилац пројекта Тренинг центар КОЦЕВСКИ у сарадњи са организацијама из Републике Хрватске и Републике Северне Македоније. Пројекат са успехом реализован од 2019. до 2021. године.
- Позориште сенки у настави и вебинар; Деда Мравко Мразић, ауторка и реализаторка драмског текста и представе у ОШ»Михајло Пупин» са ученицима 2/3; Градска управа Нови Сад
- Е-приступачно образовање у Србији; учесник семинара и студијског путовања у Македонији; октобар – новембар 2015. године; реализатори пројекта Ехуменска хуманитарна организација из Новог Сада и «Отворите ги прозорците» из Скопља; У оквиру пројекта обављена обука за коришћење асистивне технологије и реализована студијска посета школама у Скопљу и Велесу; Ученици наше школе добили асистивну технологију и софтвере; Ангажована и као рецензент образовног софтвера за ученике са сметњама у развоју за српско говорно подручје
- Ми у Ветернику; ОИ «Ветрник 1923»;коориднаторка пројекта, финсијска подршка град Нови Сад преко фондације EXIT – OPENS; подршка и укључење младих са сметњама у развоју и инвалидитетом у активности удружења – укључено њих десеторо; Обука за вршњачку подршку ученицима са сметњама  у развоју, обучено 40 ученика од 3. до 6. разреда за пружање подршке вршњацима са сметњама у развоју и инвалидитетом; септембар – децембар 2015.
- Збирке задатака за рад у музеју; ТЦ КОЦЕВСКИ; финасијска подршка Министарства културе и  информисања; Нови Сад; 2015. Одштампано по 500 комада Збирки задатака, на 60 страна за 3. и 4. разред ОШ за рад у музејском простору.
- Музеј као место за учење; ТЦ КОЦЕВСКИ; финасијска подршка Министарства културе и  информисања; Нови Сад; 2014. Одржано 10 огледних часова и једна трибина на ову тему.
- Дидактички материјал за рад са децом са сметњама у развоју; коориднаторка пројекта и ауторка материјала; у 6 школа у Врању подељено по 12 комплета дидактичког материјала за три предмета од 1. до 4. разреда ОШ за укупно 60 ученика; Материја могу да користе више година; Финансијка подршка град Врање – ресор за социјалну политику, националне мањине,етничке заједнице и невладине организације, 2014/2015. године.
- Први корак до пословне идеје; финасијска подршка министарства омладине и спорта, Тренинг центар КОЦВЕКИ, Нови сад; 2013-2014; Резултати пројекта: 20 младих људи који су на евиденцији тржишта рада и са 7.степеном стручне спреме из области образовања, добили су обуку за приправнике и обуку за писање различитих облика стручног усавршавања;
- Разиграни делфини; финансијска подршка ДИЛС, министарство просвете и науке; 2011-2012. ОШ»Михајло Пупин» Ветерник; Резултати пројекта: 20 ученика са сметњама у развоју добило адекватну подршку; обезбеђена асистивна технологија за рад са децом са сметњама у развоју и урађен дидактички материјал и софтверски пакет за децу са сметњама слуха.
- И нама радост треба; финансијска подршка Save the Children; 2009. НВО «Центар за заштиту деце од менталног, физичког, сексуалног злостављања и злоупотребе ДЕТИЊСТВО», Врање; Резултати пројекта; 60 ученика из 4 села у околини Врања, обухваћено подршком у образовању уз примену принципа прилагођавања наставних садржаја и инклузивно образовање
- Помоћ деци у учењу; финансијска подршка ОЕБС Србија; 2007.година; НВО «Центар за заштиту деце од менталног, физичког, сексуалног злостављања и злоупотребе ДЕТИЊСТВО», Врање; Резултати пројекта: 40 ученика ромске националности током шест месеци подржано у учењу и саваладавању наставних садржаја; обављено итраживање за методичко-дидактичке аспекте у подршци ромској деци у основном образовању. Улога у пројекту: ауторка и координаторка пројекта
- Инклузивно образовање од праксе ка политици; 2005-2007; ФОС Србија, Центар за интерактивну педагогију, Велики и мали, МОСТ, Педагошки завод Војводине, Савез учитеља РС; Резултати пројекта: оформљена 10 МИО тимова, успостављена координација у 10 градова у Србији и објављен приручник са основним постулатима инклузивног образовања који ће бити полазиште за увођење инклузивног образовања у образовни систем Србије; улога у пројекту: координаторка МИО мреже за град Врање;

## Рад у цивилном сектору
- Центар за заштиту деце од менталног, физичког, сексуалног злостављања и злоупотребе ДЕТИЊСТВО Врање 2001.; Идејна креаторка, председница УО и координаторка пројектних идеја. У оквиру центра пружана подршка деци жртвама насиља, вођене хуманитарне акције, реализовани пројекти и пружана правна помоћ жртвама и њиховим породицама. Учешће у раду стручног тима за дефинисање Локалног плана акције за децу општине Врања (УНИЦЕФ и општина Врање) 2005 – рад са децом у ризичном понашању; Учешће у стручном тиму Р Србије за дефинисање интерсекторске сарадње и протокола о поступању у случајевима насиља – у делу улога цивилног сектора (2006-2008) под покровитељством Save the Children.
- Чланица Мреже инклузивног образовања (2005-2008) као координаторка мреже за град Врање; Учешће у дефинисању принципа инклузивног образовања и приступа у раду са децом са сметњама у развоју и инвалидитетом до званичне измене Закона о основама система образовања и васпитања 2009. Активности организовао Савез учитеља Р Србије у сарадњи са Министратсвом просвете.
- Тренинг центар КОЦЕВСКИ 2010. Нови Сад; Суоснивачица и председница УО, ТЦ Коцевски који остварује принцим  - учење свуда и на сваком месту, тако што:

прикупља, обрађује и издаје стручну литературу из области предшколског, основношколског, средњошколског и универзитетског образовања и васпитања;
организује, самостално или у заједници са другим организацијама, стручне скупове, саветовања, семинаре, сајмове и друге облике едукације из области образовања и васпитања од предшколског до универзитетског;
објављује књиге и друге публикације о питањима образовања и васпитања у складу са позитивним законским прописима;
организује директан рад са децом предшколског узраста кроз играонице, рођендаонице, припремни предшколски програм (вртић);
организује директан рад са младима основношколског и средњошколског узраста  и пружа помоћ у усвајању техника самоучења –учење учења;
сарађује са вртићима, основним и средњим школама, универзитетима, стручним удружењима и другим организацијама у земљи и иностранству који се баве побољшањем васпитања и образовања.
- Скаут ренџер клуб „Ветерник 1923”; суоснивачица; Рад Клуба заснива се на развијању еколошке свести и компетецнија деце и младих, едукација за одговор на климатске промене и очување биодиврзитета, као и припрема деце и младих за активан и безбедан боравак у природи. У оквиру рада учествовала у реализацији Франшизе Скаут ренџер програма и организацији и реализацији великог броја кампова у Србији и Грчкој за децу и младе од 6 до 25 година

## Одобрени облици стручног усавршавања код ЗУОВ и обуке МПНТР и ЗУОВ
| Назив | Улога (аутор, реализатор)         | Школска година у којој је реализован       | Број одржаних семинара | Број учесника (оквирно) |
| --- | --------------------------------- | ------------------------------------------ | ---------------------- | ----------------------- |
| Стручни скуп – трибина: „Унапређивање процеса планирања и програмирања наставе уз коришћење вештачке интелигенције и употребе ИКТ алата у образовном процесу“ Тренинг центар „КОЦЕВСКИ“ и Гимназија | коауторка, реализаторка, предавач | 2024/25                                    | 4                      | 100                     |
| Стручни скуп: Међународна конференција „Унапређење рефлексивне праксе у вртићима и млађим разредима основне школе – стања и перспективе”; Акредитован у оквиру ЕРАЗМУС+ пројекта                    | коауторка, реализаторка, предавач | 2022-2023.                                 | 1                      | 65                      |
| Семинар: Креирање средине за учење и ИКТ у настави; одобрен за период реализације 2022-25. | Ауторка/реализаторка              |                                            | 1                      | 25                      |
| Семинар:Развој компетенција рефлексивних практичара-ки за транзиционе процесе између вртића и школе; одобрен за период реализације 2022-25.                                                         | Ауторка/реализаторк               | 2023-2024                                  | 1                      | 25                      |
| Семинар:Комплексни поступак и развој међупредметних компетенција; одобрен за период реализације 2022-25.                                                                                            | Ауторка/реализаторка              |                                            |                        |                         |
| Семинар:Књижевно дело и средина за учење – нове димензије сусрета писац, дело, читалац; одобрен за период реализације 2022-25.                                                                      | Ауторка/реализаторка              |                                            |                        |                         |
| Семинар:БУДИ СПРЕМАН – учење у природи за природу са скаут ренџерима; одобрен за период реализације 2022-25.                                                                                        | Ауторка                           |                                            |                        |                         |
| Семинар: Енглески језик у разредној настави – међупредметна корелација и тематско планирање; одобрен за период реализације (други период акредитаије) 2022-25.                                      | Ауторка/реализаторка              |                                            |                        |                         |
| Стручни скуп - Међународна конференција „Изазови целоживотног учења у 21. веку“ | Ауторка/реализаторка              | 2021.                                      | 1                      | 60                      |
| Стручни скуп – Зимска школа: Простор изван учионице као подстицај креирања нових садржаја функционалног образовања и повезивање са ресурсима туризма, музеја и извиђаштва;                          | Ауторка, реализаторка, предавач   | 11-14. јануар 2019.                        | 1                      | 45                      |
| Семинар: Примена акционих и експресивних техника у педагошком раду у циљу превенције, подизању нивоа свести и умањивању штетних последица вршњачког насиља; Број у Каталогу 69.                     | Ауторка                           | 2018/2021-2022.                            | 1                      | 30                      |
| Семинар: Пројектна настава и тематско планирање у млађим разредима ОШ; Број у Каталогу 401 | Ауторка, реализаторка             | 2017/2021-20212.                           | 13                     | 30                      |
| Семинар: „Енглески језик у разредној настави – међупредметна корелација и тематско планирање“ Број у Каталогу 862                                                                                   | Ауторка, реализаторка             | 2017/2021-2022.                            | 1                      | 17                      |
| Семинар: ЗУОВ И МПНТР:Обука наставника за остваривање програма наставе и учења усмерене на исходе (1. разред)                                                                                       | реализаторка                      | 2018. и 2019.                              | 8                      | 240                     |
| Семинар: Писмо наставнику – учење ученика самоучењу Број у Каталогу 429, стр. 513 | Ауторка, реализаторка             | 2016/2018.                                 | 8                      | 200                     |
| Семинар: Методички оквир учења по принципима образовног туризма Број у Каталогу 413, стр. 497 | Ауторка, реализаторка             | 2016/2018.                                 | 1                      | 30                      |
| Семинар ЗУОВ И МПНТР: Повећање доступности и квалитета образовања кроз примену индивидуализованог приступа детету/ученику – Инклузивно образовање и индивидулани образовни план за средње школе     | реализаторка                      | 2014/2015                                  | 5                      | 150                     |
| Семинар: Планирање у разредној настави уз примену иновативних метода Број у Каталогу 567, стр. 382 (2010-2011)Број у Каталогу 618, стр.335 (2011-2012)Број у Каталогу 477, стр. 607 (2012-2014)     | коауторка и реализаторка          | 2010/11., 2011/2012. и 2012-14             | 42                     | 1164                    |
| Семинар: Писмо учитељу – практично упутство за предавање у млађим разредима основне школе Број у Каталогу 617, стр. 335 (2011-2012) Број у Каталогу 541, стр.689 (2012-2014)                        | коауторка и реализатор            | 2011/12. и 2012-14                         | 31                     | 784                     |
| Семинар: Дидактички материјал за рад са децом са сметњама у развоју – припрема и израда Број у Каталогу 328, стр. 411                                                                               | ауторка и реализатор              | 2012/14.                                   | 8                      | 198                     |
| Семинар: Приправници у сфери компетенција Број у Каталогу 483, стр. 615 | коауторка и реализатор            | 2012/14.                                   | 4                      | 84                      |
| Семинар: Једноставно извиђаштво, Број у Каталогу 127, стр. 165 (2012-2014) Број у Катлогу 102, стр 181 (2014-2016) Број у Катлогу 107, стр. 167 (2016-2018) Број у Каталогу 93 (2018-2021)          | коауторка, реализатор             | 2012/2014; 2014/2016; 2016/2018; 2020-2021 | 21                     | 630                     |
| Семинар: Планирање развоја установе у складу са захтевима стандардизације Број у Каталогу 932, стр. 1153                                                                                            | коауторка и реализаторка          | 2012/14.                                   | 7                      | 171                     |
| Семинар: Родитељи и ми, Број у Каталогу 164, стр. 216 | реализаторка                      | 2012/14                                    | 17                     | 492                     |
| Семинар: Ликовно је и ... Број у Каталогу 348, стр. 245 (2010-2011) Број у Каталогу 859, стр. 1067 (2012-2014)                                                                                      | коауторка и реализаторка          | 2010/2011. и 2011/2012.                    | 27                     | 652                     |
| Семинар: Методичка организација наставе Чувара природе од 1. до 6. разреда ОШ Број у Каталогу 663, стр 837                                                                                          | коауторка и реализаторка          | 2012 до 2014.                              | 1                      | 25                      |
| Семинар МПНТР: Повећање доступности и квалитета образовања кроз примену индивидуализованог приступа детету/ученику – ИНКЛУЗИВНО ОБРАЗОВАЊЕ И ИНДИВИДУАЛНИ ОБРАЗОВНИ ПЛАН                            | реализаторка                      | 2009/10.                                   | 5                      | 156                     |
| Семинар МПНТР: Подршка наставницима разредне наставе у примени нивоа постигнућа у настави и оцењивању у 3. и 4. разреду основне школе                                                               | реализаторка                      | 2005/06.                                   | 4                      | 120                     |
| Обука: Вештине вођења семинара ЗУОВ И МПНТР | реализаторка                      | 2004/05.                                   | 1                      | 30                      |
| Семинар ЗУОВ И МПНТР: Описно оцењивање | реализаторка                      | 2004/06.                                   | 10                     | 300                     |
| Семинар ЗУОВ И МПНТР: Израда школског програма (1-3) | реализаторка                      | 2003/04.                                   | 4                      | 120                     |
| УКУПНО 31 ПРОГРАМ ОБУКЕ |                                   | 22 ГОДИНЕ                                  | 227 ОБУКА              | око 6000 УЧЕСНИКА       |

## Чланство у стручним телима и органима
- Чланица стручног тима за подршку учешћа Републике Србије у тематским групама ЕУ Отвореног метода координације (ОМЦ) у области образовања и обуке при Министарству просвете, науке и технолошког развоја, од јануара 2015.
- Чланица тима министарства омладине и спорта  за израду нове Стратегије за младе 2015 – 2025.
- Суоснивачица  Скаут ренџер клуб „Ветерник 1923”
- Суоснивачица Тренинг центра КОЦЕВСКИ, 2010. године у Новом Саду; који се бави обуком просветних радника и издаваштвом
- Суоснивачица НВО Центар за заштиту деце од менталног, физичког, сексуалног злостављања и злоупотребе „ДЕТИЊСТВО” 2002. године у Врању
- Чланица Мреже инклузивног образовања од оснивања до 2010.
- Чланица НУНС

## Награде
- Објављен рад у Зборнику радова „Дигитални час“за школску 2018/19 – Министарства трговине, туризма и телекомуникације: Кретање у простору, 3. разред
- Прва награда на конкурсу Час за углед 4; (2018); Рељеф и оријентација у завичају – истраживачка настава, 3. и 4. разред; ЕДУКА; Београд
- Прва награда на конкурсу Час за углед 3; (2017)  Пројектна настава у 4. разреду ОШ: Кад порастем бићу научник; ЕДУКА, Београд
- Друга награда на конкурсу Час за углед 2; (2016) примена ИКТ у настави – Прича о Раку Кројачу; ЕДУКА, Београд
- Трећа награда на конкурсу Час за углед 2; (2016) тематски дан – Путовање Србијом, 4 разред ОШ; ЕДУКА, Београд